# Great Maytham Hall

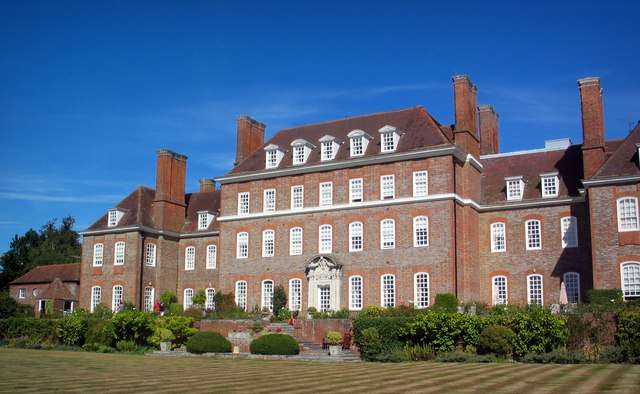
Great Maytham Hall

Great Maytham Hall - dwór w okolicach Rolvenden, zabytek kategorii II*. W latach 1898–1907 mieszkała w nim pisarka Frances Hodgson Burnett, która znalazła zaniedbany ogród i opisała go w powieści Tajemniczy ogród.